# Lewis Black
Lewis Niles Black (Silver Spring, 1948. augusztus 30. –) Grammy-díjas amerikai színész és stand-up komikus. Fellépései során gyakran elkezd mérgesen beszélni a történelemről, politikáról, vallásról vagy bármelyik trendről. A Lewis Black's Root of All Evil című műsor vezetője volt, és a The Daily Show visszatérő vendége is.
A Comedy Central 2004-ben a száz legjobb stand-up komikus közé válogatta, az ötvenegyedik helyet szerezte meg.

## Élete
1948. augusztus 30.-án született a Maryland állambeli Silver Spring-ben, Jeannette Black (1918-2022) tanár és Samuel Black (1918-2019) művész gyermekeként. A marylandi Silver Springben nőtt fel. Nagyszülei az Orosz Birodalomból emigráltak. 1966-ban érettségizett a Springbrook High School tanulójaként.
Több egyetemre is jelentkezett, de mind visszautasította, kivéve a Georgetown, de aztán nem akart oda járni, így a Marylandi Egyetem tanulója lett egy évig, ekkor a University of North Carolina at Chapel Hill tanulója lett. 1970-ben érettségizett itt és visszatért Washingtonba.
26 éves korában tíz hónapig házas volt.
Karrierjét színdarabok szerzőjeként kezdte, de állítása szerint mindig stand-upolt.
Hatásainak George Carlint, Lenny Bruce-t, Richard Pryort, Lily Tomlint, Bob Newhartot és Shelley Bermant tette meg.

## Könyvei
- Nothing's Sacred (2005)
- Me of Little Faith (2008) (New York: Riverhead Books – Penguin Group) 240 pages, ISBN 978-1-59448-994-5.
- I'm Dreaming of a Black Christmas (2010)

## Diszkográfia
- The White Album (2000)
- Revolver (EP) (2002)
- The End of the Universe (2002)
- Rules of Enragement (2003)
- Luther Burbank Performing Arts Center Blues (2005)
- The Carnegie Hall Performance (2006)
- Anticipation (2008)
- Stark Raving Black (2010)
- The Prophet (2011, kiadatlan album 1991-ből)
- In God We Rust (2012)
- Old Yeller (2013)
- The Rant is Due (2017)
- Black to the Future (2017)
- Thanks For Risking Your Life (2020)

### DVD-k
- Unleashed (négy különkiadást és a The Daily Show: Indecision 2000-s szerepléseit tartalmazza) (2002)
- Black on Broadway (2003-as különkiadás) (2004)
- A Pair of Lewis Black Shorts (Sidesplitters: The Burt & Dick Story and The Gynecologists) (2006)
- Red, White, and Screwed (2006-os különkiadás)
- History of the Joke with Lewis Black (2008-as History Channel különkiadás)
- Surviving the Holidays with Lewis Black (2009-es History Channel különkiadás
- Stark Raving Black (2009)
- In God We Rust (2012-es különkiadás)
- Lewis Black: Old Yeller - Live At the Borgata In Atlantic City (2013)
- Black to the Future (2017)
- Thanks For Risking Your Life (2020)

## További információ
- Hivatalos oldal
- Lewis Black a PORT.hu-n (magyarul)
- Lewis Black az Internetes Szinkronadatbázisban (magyarul)
- Lewis Black az Internet Movie Database-ben (angolul)
- Lewis Black a Rotten Tomatoeson (angolul)